# Valérie Stroh
Pour les articles homonymes, voir Stroh (homonymie).
Valérie Stroh, née le 11 août 1958 à Strasbourg, est une actrice, scénariste et réalisatrice française.

## Biographie

### Enfance et formation
Enfant, elle joue dans L'Ours et la Poupée en tant que nièce de Gaspard (Jean-Pierre Cassel) et dans Liza, en tant que fille de Giorgio (Marcello Mastroianni).
De 1977 à 1980, elle fait des études d'architecture (Marseille puis Paris). Elle est diplômée DPLG mais n'a jamais exercé, préférant se consacrer au métier d'actrice. Elle est également décoratrice d'intérieur. Elle a ainsi redécoré le moulin de Vernegues (13).

### Cinéma et télévision
René Féret la dirige dans plusieurs de ses films : Le Mystère Alexina, L'Homme qui n'était pas là, Baptême et Promenades d'été.
En 1990, elle est nommée pour le César du meilleur espoir féminin pour son rôle dans le film Baptême.
Elle écrit et passe derrière la caméra en 1991 avec Un homme et deux femmes, expérience qu'elle renouvelle (pour l'écriture) avec Le Pressentiment, sorti le 4 octobre 2006. Entre-temps, en 1993, elle consacre un documentaire au trompettiste de jazz Éric Le Lann.
En 2009, elle est membre du jury de La France a un incroyable talent.
En 2010, elle réalise avec Daniel Lainé, le documentaire Le Plus Beau Métier du monde, portraits de 5 actrices (Sylvia Kristel, Mathilda May, Agnès Soral, Véronique Boulanger et Gabrielle Lazure) dans un milieu du cinéma qui laisse peu de place à des femmes ayant dépassé la quarantaine.
En 2018, elle incarne Diane de Poitiers dans la série La Guerre des trônes, la véritable histoire de l'Europe.

### Vie privée
Valérie Stroh a vécu avec Éric Le Lann, qu'elle avait rencontré en tournant un documentaire sur lui : ils ont eu deux filles, dont l'une, Lola est chanteuse et comédienne. Elle a ensuite été pendant plusieurs années la compagne de Jean-Pierre Darroussin.

## Filmographie

### Réalisatrice
- 1991 : Un homme et deux femmes (également scénariste)
- 1993 : Éric Le Lann à la trompette (63 min, documentaire couleurs)
- 1999 : Un siècle d'écrivains (TV), épisode : Simone de Beauvoir
- 2010 : Le Plus beau métier du monde (coréalisatrice avec Daniel Lainé)

### Actrice
- 1969 : Les Eaux mêlées (téléfilm) de Jean Kerchbron
- 1969 : L'Ours et la Poupée de Michel Deville : Charlotte
- 1970 : Lancelot du Lac de Claude Santelli
- 1972 : La demoiselle d'Avignon (TV) : Françoise
- 1972 : Liza de Marco Ferreri : la fille de Giorgio
- 1972 : Talleyrand ou Le Sphinx incompris de Jean-Paul Roux : Marie-Thérèse de Périgord
- 1973 : L'Éducation sentimentale (TV) : Louise
- 1983 : La vie est un roman d'Alain Resnais
- 1984 : Femmes de personne de Christopher Frank
- 1984 : Mystère Alexina de René Féret : Sara
- 1987 : L'Homme qui n'était pas là de René Féret : Rella
- 1989 : Baptême de René Féret : Aline Dauchy-Gravey
- 1991 : Un homme et deux femmes : Martha / Anne / Freda / Judith
- 1992 : Promenades d'été de René Féret : Caroline
- 1993 : Justinien Trouvé ou le Bâtard de Dieu : Dame Eglantine
- 1994 : Le Feu follet (TV) : Lydia
- 1995 : L'Année Juliette : Clémentine
- 1995 : L'Instit (TV) de Christian Karcher : Claire (saison 4 épisode 1)
- 1996 : Les Bœuf-carottes (TV) : Nadège Lefur
- 1999 : Joséphine, ange gardien : Claire Castignac (saison 3 épisode 3)
- 2000 : Speedball (court-métrage) de Laurent Bouhnik
- 2000 : La Confusion des genres : Patricia
- 2000 : Marie-Line : Bergère
- 2002 : Le Voyage organisé (TV) : Martine
- 2002 : Mille Millièmes, fantaisie immobilière : Mireille Clos
- 2002 : Le Chignon d'Olga : Nicole
- 2002 : Chut ! (TV) : Betty
- 2004 : Tout l'univers : Annette
- 2006 : Le Pressentiment de Jean-Pierre Darroussin : Isabelle Chevasse
- 2006 : Le Grand Meaulnes, de Jean-Daniel Verhaeghe : Millie
- 2007 : Le Cœur des hommes 2 de Marc Esposito : Karine
- 2008 : Stella de Sylvie Verheyde
- 2012 : Ma première fois de Marie-Castille Mention-Schaar : la mère de Pauline
- 2013-2014 : Plus belle la vie (TV) : Isabelle Delacour, compagne de Charles Frémont
- 2013 : Le Cœur des hommes 3 de Marc Esposito : Karine
- 2013 : Section de Recherches : Sabine Duprez (saison 7 épisode 4)
- 2013 : Les limites de Laura Presgurvic (court-métrage)
- 2014 : Candice Renoir : Géraldine Lacombe (saison 2 épisode 8)
- 2015 : Éternité de Trần Anh Hùng
- 2016 : La Stagiaire : Anna Delcourt (la mère du juge)
- 2018 : La Guerre des trônes, la véritable histoire de l'Europe : Diane de Poitiers
- 2021 : Le Bal des folles de Mélanie Laurent

## Théâtre
- 2005 : Célébration d'Harold Pinter, mise en scène Roger Planchon, Théâtre du Rond-Point

## Radio
- Depuis 2014 : 57, rue de Varennes , feuilleton de François Pérache sur France culture - Réalisation Cédric Aussire[3]